# ویاوسو
ویاوسو (به لاتین: Sefwi Wiawso) یک منطقهٔ مسکونی در غنا است که در منطقه شمال غربی واقع شده‌است. ویاوسو ۶۰ متر بالاتر از سطح دریا واقع شده‌است.